# Communauté de communes du Sud Corse
La Communauté de communes du Sud Corse est une communauté de communes française, située dans le département de la Corse-du-Sud et la région Corse.

## Composition
La communauté de communes est composée des 7 communes suivantes :

| Nom                   | Code Insee | Gentilé         | Superficie (km2) | Population (dernière pop. légale) | Densité (hab./km2) |
| --------------------- | ---------- | --------------- | ---------------- | --------------------------------- | ------------------ |
| Porto-Vecchio (siège) | 2A247      | Porto-Vecchiais | 168,65           | 11 536 (2022)                     | 68                 |
| Bonifacio             | 2A041      | Bonifaciens     | 138,36           | 3 269 (2022)                      | 24                 |
| Figari                | 2A114      | Figarais        | 100,22           | 1 742 (2022)                      | 17                 |
| Lecci                 | 2A139      | Lecciais        | 27,41            | 2 020 (2022)                      | 74                 |
| Monacia-d'Aullène     | 2A163      | Monaciens       | 39,85            | 546 (2022)                        | 14                 |
| Pianottoli-Caldarello | 2A215      | Pianottolais    | 42,78            | 800 (2022)                        | 19                 |
| Sotta                 | 2A288      | Sottais         | 66,5             | 1 866 (2022)                      | 28                 |

## Démographie
| 1968  | 1975   | 1982   | 1990   | 1999   | 2010   | 2015   | 2021   |
| ----- | ------ | ------ | ------ | ------ | ------ | ------ | ------ |
| 9 977 | 13 445 | 14 567 | 15 440 | 16 628 | 18 999 | 20 680 | 21 135 |

## Logotype

Création B.Martin/M7creation

Créé par Bernard Martin / M7creation en 2017, il représente l'Uomo di Cagna, rocher emblématique du Sud de la Corse sur un fond paysager montagnes/mer, avec un traitement rustique.